# ドイツ研究センターヘルムホルツ協会
ドイツ研究センターヘルムホルツ協会（ドイツ語: Helmholtz-Gemeinschaft Deutscher Forschungszentren、英語: Helmholtz Association of German Research Centres）は、ドイツを代表する科学研究組織。公益法人。ヘルムホルツ協会と略されることが多い。

## 概要
16の研究センターから構成され、主に大型研究開発施設を利用した研究開発を実施している。各研究センターは、自然科学、工学、生物学、医学等重点分野の基礎的・基盤的研究、工業化前段階の技術開発等に取り組んでいる他、研究及び教育における大学のパートナーとしての役割も果たしている。
2008年のデータでは約28,000人（うち研究者：約9,000人、客員研究員：約4,500人）が所属し、予算総額は約28億ユーロ。予算の約3分の2は連邦政府・州政府からの助成金で、残りの約3分の1は政府・民間からの委託等から出資されている。
なお協会の名前はヘルマン・フォン・ヘルムホルツに因む。

## 組織

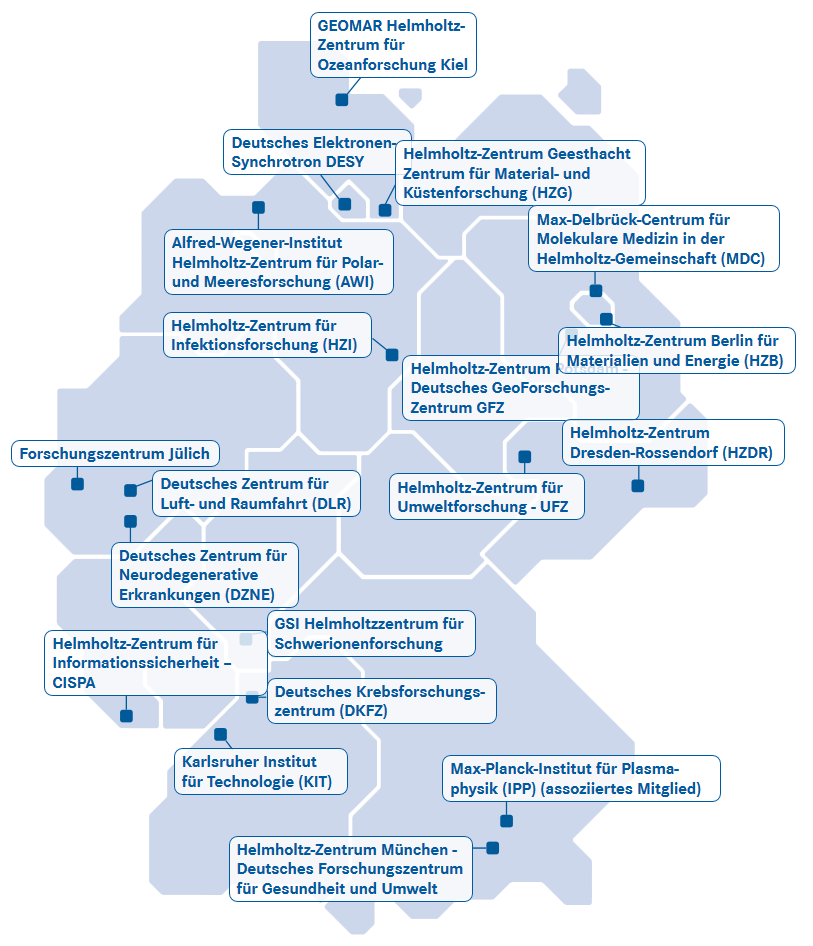
ヘルムホルツセンターの位置

ヘルムホルツ協会は以下の16の組織から構成される。
- アルフレッドウェゲナー極地海洋研究所（英語版） (AWI)
- ドイツ電子シンクロトロン (DESY)
- ドイツ癌研究センター（英語版） (DKFZ)
- ドイツ航空宇宙センター (DLR)
- ドイツ神経変性疾患センター（英語版） (DZNE)
- ユーリッヒ研究センター（英語版） (FZJ)
- カールスルーエ大学 (KIT)
- ヘルムホルツ感染研究センター (HZI)
- ドイツ地球科学研究センター (GFZ)
- Helmholtz-Zentrum Geesthacht| (HZG)
- Helmholtz Zentrum München German Research Centre for Environmental Health (HMGU)
- 重イオン研究所 (GSI)
- Helmholtz-Zentrum Berlin für Materialien und Energie (HZB)
- Helmholtz Centre for Environmental Research - UFZ
- Max Planck Institute for Plasma Physics (IPP)
- Max Delbrück Center for Molecular Medicine Berlin-Buch (MDC)
- Helmholtz-Zentrum Dresden-Rossendorf (HZDR) - changed 2011 from the Leibniz Association to the Helmholtz-Gemeinschaft.[1]

## プログラム
各センターの研究は6つの研究に分類される。
- エネルギー (DLR, KIT, FZJ, GFZ, HZB, IPP)
  - 再生可能エネルギー
  - エネルギーの効率的な変換
  - 原子核融合
  - 原子力安全（英語版）研究
  - テクノロジー、イノベーション、ソサエティー
- 地球・環境 (AWI, DLR, FZJ, KIT, HZI, GFZ, HZG, HMGU, UFZ)
  - 地球システム
  - 海洋・沿岸・極地システム
  - 地球の大気、気候
  - バイオゲオシステム（Biogeosystems）
  - 地球環境
- 健康 (DKFZ, FZJ, KIT, HZI, DZNE, HZG, HMGU, GSI, HZB, MDC, UFZ)
  - 癌研究
  - 心血管・代謝性の病研究
  - 神経系の働きと機能異常
  - 感染と免疫
  - 環境保健
  - 人の健康に対する比較ゲノミクス
  - 多因子病のシステミック解析
- キーテクノロジー (FZJ, KIT, HZG, 1トピックのみHZBが協力)
  - スーパーコンピュータ
  - 将来の情報技術の基礎
  - ナノミクロサイエンス・テクノロジー
  - 先進工業材料
  - バイオソフト
  - バイオインターフェース
  - テクノロジー、イノベーション、ソサエティー
- 物質構造 (DESY, FZJ, KIT, HZG, GSI, HZB)
  - 素粒子物理学
  - 宇宙粒子物理学
  - ハドロンおよび原子核物理学
  - 光子、中性子、イオン（PNI）の研究
- 輸送・宇宙 (DLR)
  - 航空工学
  - 宇宙空間
  - 交通